# Front de libération nationale (Grèce)
Pour les articles homonymes, voir EAM et Front de libération nationale.
Le Front de libération nationale grec ou EAM (grec moderne : Εθνικό Απελευθερωτικό Μέτωπο / Ethnikó Apeleftherotikó Métopo, d'où les initiales EAM) est le principal mouvement composant la résistance grecque durant la période d'occupation de la Grèce par les puissances de l'Axe, pendant la Seconde Guerre mondiale. Fondé par le Parti communiste grec (KKE), le Front de libération nationale inclut cependant des membres issus de toute la gauche grecque ainsi que des républicains. L'Armée populaire de libération nationale grecque (ELAS) formait sa branche armée, les deux mouvements étant désignés dans leur ensemble sous le nom d'EAM-ELAS.
Entre la fin 1943 et la Libération, le conflit entre les résistants de l'EAM et les groupes résistants rivaux aboutit à une quasi guerre civile, qui ne prend fin qu'avec le renversement du dernier Premier ministre du gouvernement collaborateur, Ioánnis Rállis. À la fin de la guerre, le Front de libération national devient le premier vrai mouvement social de l'histoire grecque et il met même en place son propre gouvernement, le Comité politique de libération nationale le 10 mars 1944. Contrôlant alors l'essentiel du territoire grec grâce à sa branche armée, l'ELAS, le Front de libération national accepte malgré tout de se rallier au gouvernement en exil après l'échec du soulèvement de l'armée grecque libre en avril 1944 et la mise en place de la Conférence du Liban en mai 1944.
Après la Libération, le Front de libération national sort très affaibli des événements de décembre 1944 qui l'opposent aux forces alliées et qui constituent le premier volet de la guerre civile grecque. Persécutés par le gouvernement conservateur qui s'impose progressivement, ses membres soutiennent massivement le KKE et la « République communiste de Konitsa ».
De nos jours, le Front de libération nationale et ses membres, avec les autres mouvements de la Résistance grecque, apparaissent comme des héros pour une grande partie des Grecs, qui voient en eux les principaux libérateurs de la Grèce.